# محمد الفشاركي
محمد بن أبي القاسم الطباطبائي الفشاركي الأصفهاني (1253 هـ - 1316 هـ). هو رجل دين وفقيه شيعي إيراني يُسمّى الفشاركي نسبة إلى فشارك حيث مسقط رأسه، وهي قرية من قرى كوهپاية في أصفهان.

## ولادته ونشأته وأسرته
ولد في فشارك سنة 1253 هـ، وتعود أصول أسرته إلى مدينة زوارة، وقد هاجر الجدّ الأعلى للفشاركي شريف مع أخيه مشرف منها إلى كوهپاية، فتوطّن شريف بقرية فشارك، ومشرف بقرية وير وكلا القريتين من توابع كوهپاية. وقد توفي والده وعمره ست سنين، وهاجر إلى العراق حين بلغ الحادية عشرة من عمره واستوطن كربلاء وكفله فيها أخوه إبراهيم المُلقّب بلقب الكبير، وابتدأ في كربلاء دراسته الدينية الحوزوية.

## مؤلفاته
- أصالة البراءة.[3]
- شرح أوائل البراءة. شرحٌ على أوائل رسالة البراءة لمُصنّفها مرتضى الأنصاري.[1]
- الخلل.[4]

### كتب
- أعيان الشيعة. محسن الأمين، طبع بيروت - لبنان، تاريخ الطبع مفقود، منشورات دار التعارف.
- وقاية الأذهان. أبو محمد رضا النجفي الأصفهاني، طبع قم - إيران، 1413 هـ، منشورات مؤسسة آل البيت لإحياء التراث.
- معجم المؤلفين. عمر كحالة، طبع بيروت - لبنان، تاريخ الطبع مفقود، منشورات إحياء التراث العربي.
- الذريعة إلى تصانيف الشيعة. آغا بزرگ الطهراني، طبع بيروت - لبنان، تاريخ الطبع مفقود، منشورات دار الأضواء.

### إشارات مرجعية
1. 1 2 3 4 5 6  
كحالة، عمر. معجم المؤلفين - ج11. ص. 127. مؤرشف من الأصل في 2019-12-13.
2. ↑  
رضا النجفي الأصفهاني، أبو محمد. وقاية الأذهان. ص. 143. مؤرشف من الأصل في 2016-03-07.
3. ↑  الطهراني، آغا بزرگ. الذريعة إلى تصانيف الشيعة - ج2. ص. 115. مؤرشف من الأصل في 2020-01-10.
4. ↑  الطهراني، آغا بزرگ. الذريعة إلى تصانيف الشيعة - ج7. ص. 250. مؤرشف من الأصل في 2019-12-15.